# Corby
Corby er en by i North Northamptonshire unitary authority (købstadskommune), oprettet 1. april 2021 ved sammenlægning af fire kommuner, og indtil 31. marts 2021 i Corby-distriktet, Northamptonshire, England, som havde et indbyggertal (pr. 2015) på 59.019. Distriktet havde et befolkningstal på 68.187 (pr. 2015). Byen ligger 117 km fra London. Den nævnes i Domesday Book fra 1086, hvor den kaldes Corb(e)i.